# Йоанніс Потурідіс
Йоанніс Потурідіс (грец. Ιωάννης Ποτουρίδης, нар. 27 лютого 1992, Салоніки) — грецький футболіст, захисник «Пантракікоса» та молодіжної збірної Греції.
Дворазовий чемпіон Греції. 

## Клубна кар'єра
У дорослому футболі дебютував 2010 року виступами за команду клубу «Олімпіакос». Молодий захисник мав труднощі з потраплянням до «основи» грецьких чемпіонів, тож сезон 2012/13 провів в оренді «Платаніас»і.
2013 року перебрався до Італії, уклавши контракт з «Новарою», втім вже за рік повернувся на батьківщину, де став гравцем «Пантракікоса».

## Виступи за збірні
У 2010 році дебютував у складі юнацької збірної Греції, взяв участь у 9 іграх на юнацькому рівні.
З 2011 року залучався до складу молодіжної збірної Греції. На молодіжному рівні зіграв у 22 офіційних матчах, забив 6 голів.

## Титули і досягнення
- Чемпіон Греції (1):

«Олімпіакос»: 2010–11, 2011–12